# Angélica Zepeda Rivera
Angélica Zepeda Rivera es una científica e investigadora mexicana Su línea principal de investigación es la plasticidad cerebral y la neurogénesis como un posible mediador de la neuroreparación.

## Educación
Es licenciada en Psicología y doctora en Ciencias Biomédicas por la UNAM.
Realizó sus estudios de licenciatura en la Facultad de Psicología en la UNAM y su tesis bajo la tutoría de Simón Brailowsky sobre la plasticidad nerviosa. Desarrolló sus estudios de doctorado en el Instituto de Investigaciones Biomédicas en conjunto con el Instituto Max Planck de neurobiología, en Alemania.

## Investigación
Investiga la capacidad plástica del cerebro en particular ante eventos de daño cerebral y estudia la modulación del nacimiento y maduración de las neuronas en el cerebro adulto, proceso llamado neurogénesis. 
Las líneas de investigación en su laboratorio abarcan: la modulación del estado proliferativo y quiescente de las células troncales neurales, el nacimiento y reclutamiento funcional de las neuronas que nacen después de una lesión cerebral; las vías de señalización que modulan la neurogénesis en estados fisiológicos y patológicos, como la inflamación y la vejez; el papel de las nuevas neuronas en la reorganización de funciones alteradas y la modulación farmacológica de la neurogénesis.
Para llevar a cabo estos estudios utiliza modelos experimentales, técnicas de marcaje de celular, biología molecular, microscopía confocal y estereológica, silenciamiento génico y análisis conductual. En su laboratorio cuenta con un área de evaluación y análisis de conducta motora, así como de aprendizaje, memoria espacial y contextual.
Cuenta con más de 40 publicaciones en revistas indizadas internacionales.

## Trayectoria
Es investigadora en el Instituto de Investigaciones Biomédicas de la UNAM. Pertenece al Sistema Nacional de Investigadores donde es nivel II . Sus proyectos han sido financiados por PAPIIT, CONACyT y la Fundación Alexander von Humboldt.
Es miembro de la Sociedad de Neurociencia (Society for Neuroscience), la Sociedad Mexicana de Bioquímica, los comités académicos evaluadores del Servicio Académico Alemán (DAAD) y la Fundación México-EEUU Fulbright-García Robles, además, es organizadora de la Brain Awareness Week (Semana Internacional del Cerebro) en México.
Es cofundadora de la Rama de Neurobiología de la Sociedad Mexicana de Bioquímica.
Cuenta con una patente ante el Instituto Mexicano de la Propiedad Industrial por el desarrollo de un aparato portátil que permite la detección de patógenos en tiempo real basado en el uso de faros moleculares, el reconocimiento de secuencias de ácidos nucleícos y la onda evanescente, llamado “Método y aparato para la detección de ácidos nucleicos mediante el uso de la reflexión interna total de fluorescencia guiada por luz angulada”.

## Reconocimientos
- Mención honorífica en tesis de licenciatura.[1]
- Mención honorífica en tesis de doctorado.[1]
- "Premio Silanes" a la mejor tesis doctoral del año otorgado por la empresa farmacéutica mexicana Laboratorios Silanes en 2004.[7]
- Ganadora de la beca establecida entre los Amigos Mexicanos de la UHJ y el Grupo Financiero Banorte en 2014.[8]
- Medalla Alfonso Caso a la mejor tesis doctoral en Investigación Biomédica Básica (2004).
- Becaria de la Deutsche Akademische Austauschdienst (DAAD) (1998-2000).
- Becaria de la Fundación Alexander von Humboldt (AvH).
- Vicepresidenta del club de la Fundación Alexander von Humboldt México (AvH) (2022-   ).